# Nikita Bočarov
Nikita Vladimirovič Bočarov (in russo Никита Владимирович Бочаров?; San Pietroburgo, 12 giugno 1992) è un calciatore russo, centrocampista dello SŠOR-1 Kristal.

## Carriera

### Club
Ha giocato nella prima divisione russa ed in quella kazaka.

### Nazionale
Ha giocato nella nazionale russa Under-21.

## Palmarès

### Club

#### Competizioni nazionali
- Coppa di Russia: 1

Rubin: 2011-2012